# El Pinar (Canelones)
El Pinar es un balneario de Ciudad de la Costa, en el departamento de Canelones, Uruguay. Se caracteriza por su amplia costa de arena blanca y fina, y repleta de dunas.

## Ubicación
El balneario se encuentra situado en la zona noreste de Ciudad de la Costa, a la altura del km 28,500 de la avenida Giannattasio, limita al oeste con el balneario de Médanos de Solymar, al sur con el Río de la Plata, y al este con el arroyo Pando, el cual lo separa del balneario Neptunia.

## Historia
El Pinar, surgió en 1946, como un balneario, cuando los herederos de Juan María Pérez y Fuentes, dueños de los terrenos de la zona, decidieron urbanizar las 1300 hectáreas que tenían en posesión. En ese año, vendieron los terrenos a la Sociedad Anónima Balneario El Pinar S.A. La transacción fue finalmente concretada el 30 de diciembre de ese mismo año, siendo Guillermo María Pérez Butler, presidente de la sociedad, Adolfo Folle Juanicó, su vicepresidente y Raúl Pfeiff Guani, su secretario.
La sociedad formada, contrató al ingeniero agrónomo Walter Roy Harley para la planificación urbanística; ya en 1947 comenzó el marcado de algunas calles, entre ellas la actual Avenida Pérez Butler. Para ese momento, no existían prácticamente casas en el balneario, y la zona ya había comenzado a ser forestada por la familia Pérez Butler, sin embargo Harley continúo con dicha tarea; además comenzó con la pavimentación de las calles y con una exhaustiva planificación de los terrenos e instalación de los servicios necesarios (luz, agua, saneamiento, y seguridad). La sociedad se encargó además de la organización de instituciones sociales, deportivas y religiosas.
En 1948, una vez finalizado el fraccionamiento, comenzaron las primeras ventas de lotes, interviniendo el rematador Braglia. El poblamiento del balneario en sus primeros años fue transcurriendo de forma lenta, recién en 1996 se registró un aumento considerable de la población que pasó a ser tres veces más que en 1985.
En la historia de El Pinar, se destaca un importante acontecimiento relacionado con el automovilismo de Uruguay, ya que el 10 de octubre de 1956, comenzó a funcionar el Autódromo de El Pinar. En él se llevaron a cabo importantes competencias como la de Las Seis Horas y el Campeonato de las Doscientas Millas.
Otro hecho importante en la historia reciente de esta localidad, es que a fines de noviembre de 1992, sobre la costa de El Pinar, aconteció el asesinato del bioquímico Chileno Eugenio Berríos a manos de militares Uruguayos y Chilenos.
El 19 de octubre de 1994 Ciudad de la Costa es declarada ciudad y El Pinar pasa a ser uno de los balnearios que conforman a dicha ciudad.

## Población

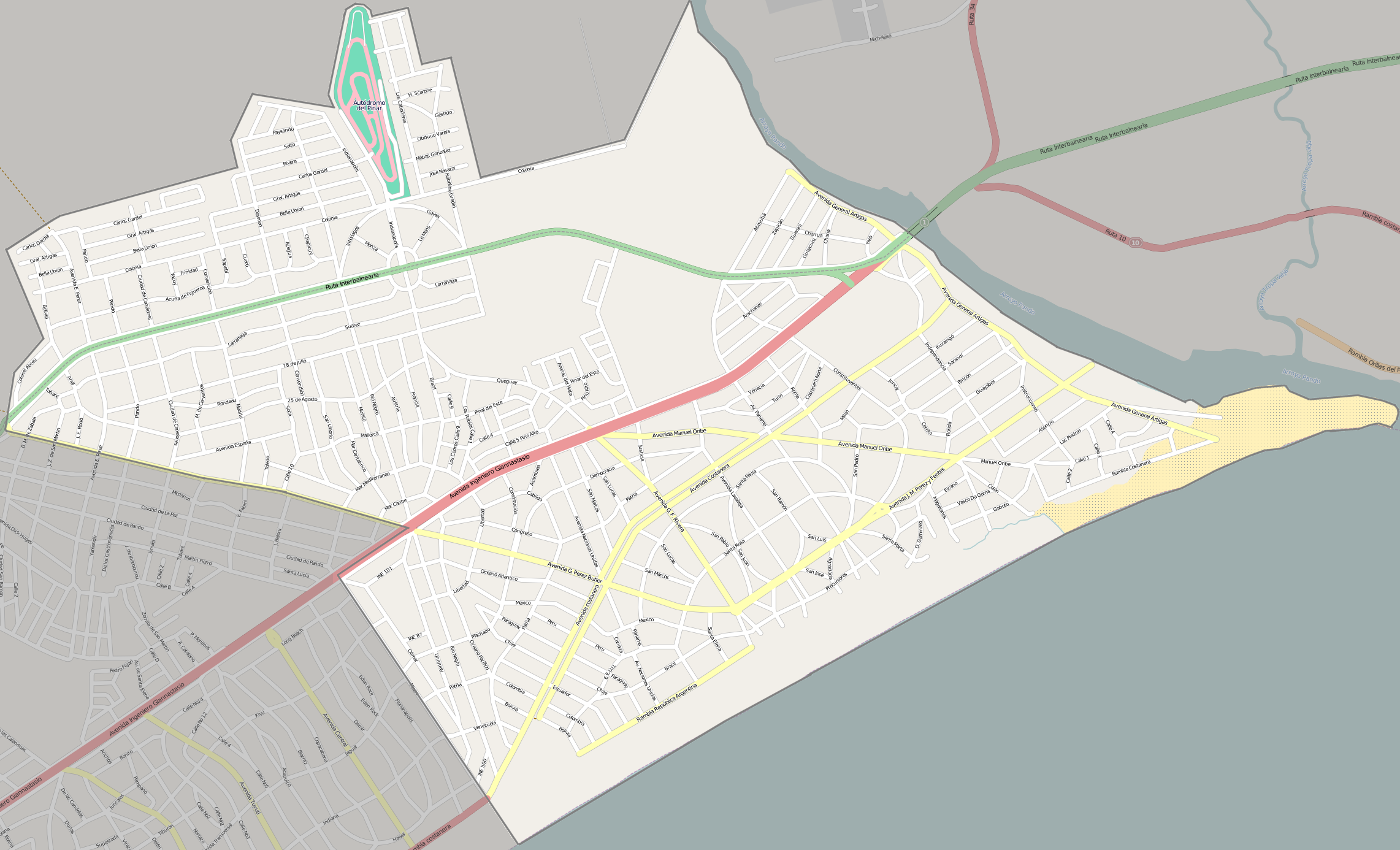
Mapa de El Pinar.

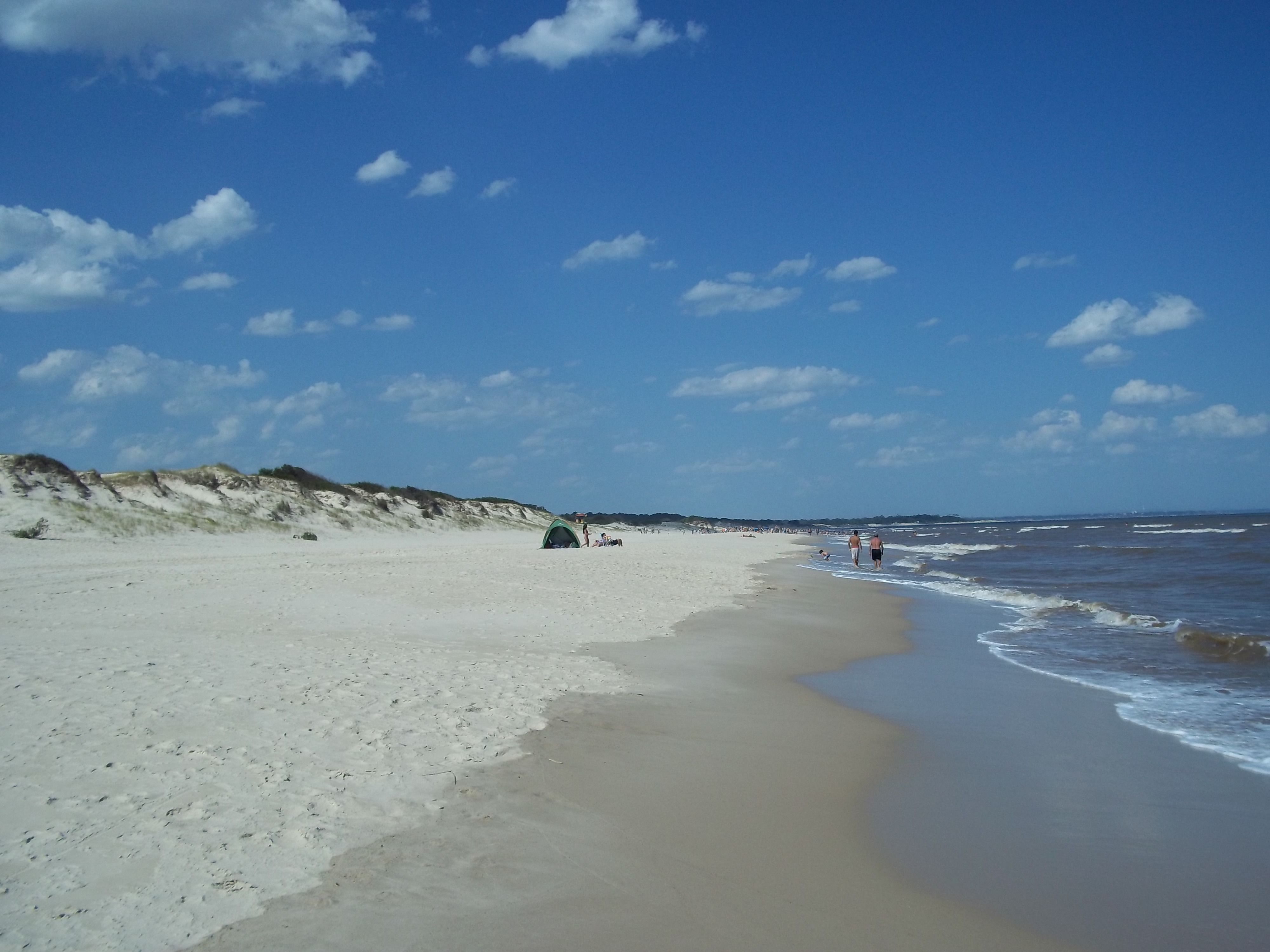
Playa de El Pinar, en la bajada 34.

Su población creció 198,4% en el periodo intercensal 1985-1996.
| 394            | 1,874 | 3,479 | 10,383 | 17,221 | 21,091 | 27,190 |
| (Fuente: INE ) |       |       |        |        |        |        |